# Sirikit

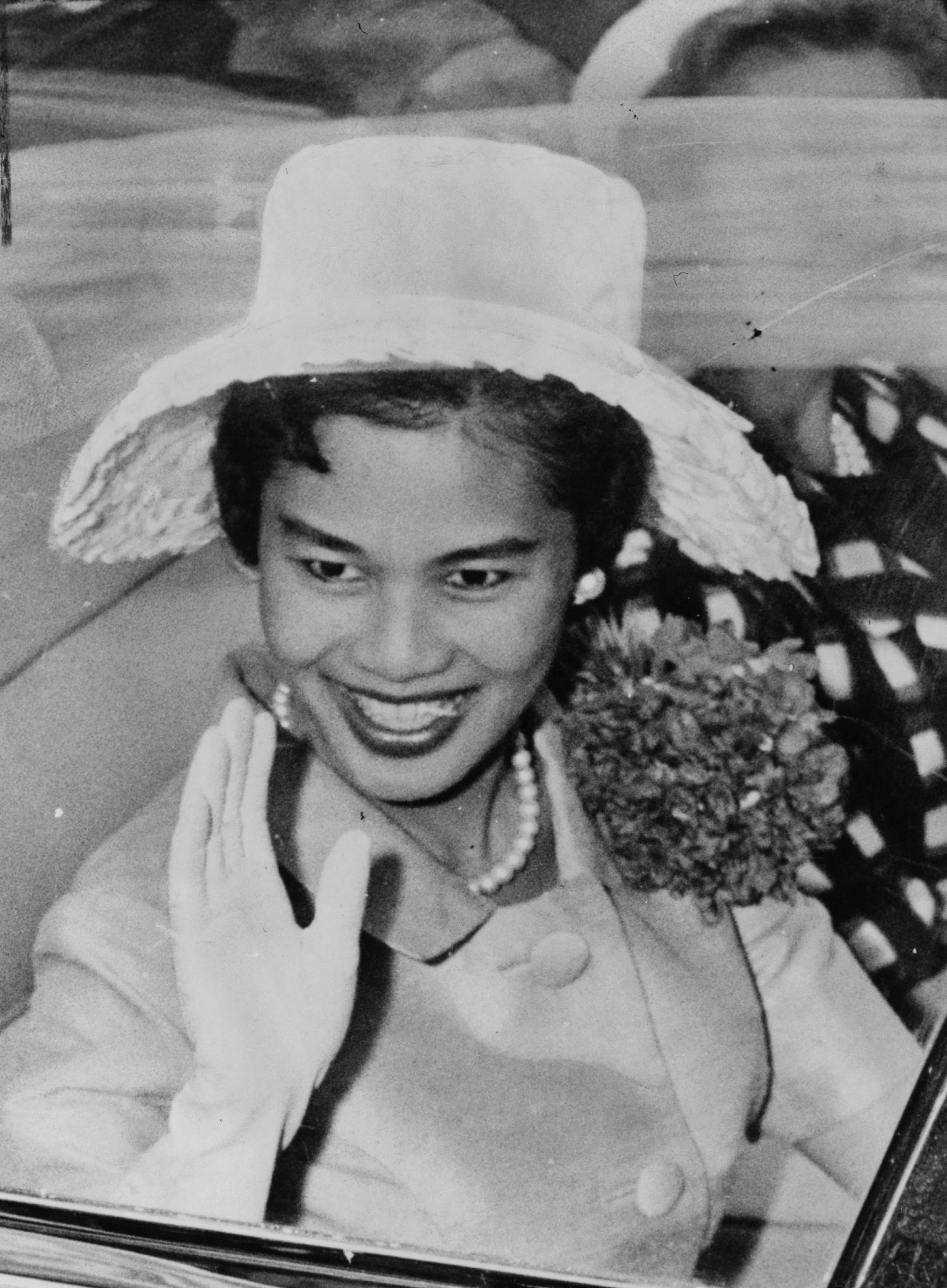
Sirikit Kitiyakara.

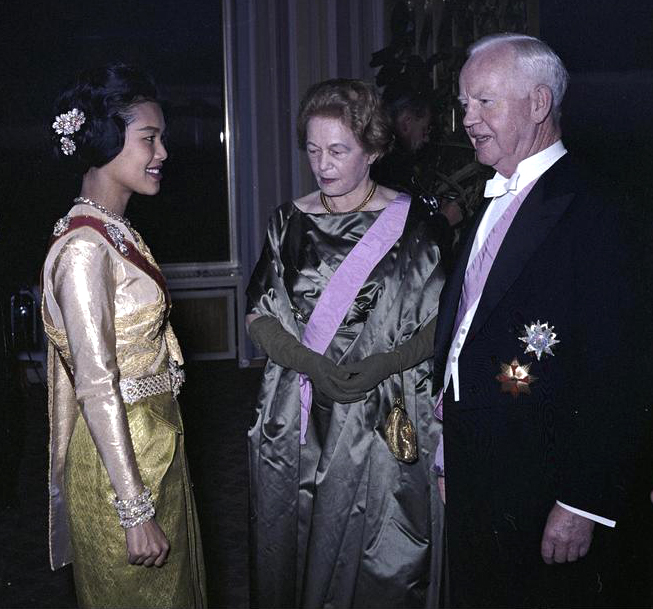
Sirikit en Alemania con el presidente Heinrich Lübke y su esposa Wilhelmine, 1960.

La reina Madre Sirikit (Bangkok, 12 de agosto de 1932), es la viuda y reina consorte de Bhumibol Adulyadej (Rama IX), Rey de Tailandia, además de su prima lejana. Ahora lleva el título de Reina Madre.
Su nombre formal junto con su título real es Somdej Phra Nangchao Sirikit Phra Boromarajininat (Su Majestad la Reina Sirikit - สมเด็จพระนางเจ้าสิริกิติ์ พระบรมราชินีนาถ).

## Biografía
Noble de cuna, nació como Mom Rajawongse (similar a La Honorable) Sirikit Kitiyakara, y fue la primera hija del Coronel Mom Chao Nakkhatra Mangkala Kitiyakara (quien recibió el título de Príncipe Chanthaburi Suranath después de la boda de su hija). Su padre, siempre leal a la Familia Real, además de estar emparentado con la Familia Real lo estaba también con Mom Luang Bua Kitiyakara (nacida Mom Luang Bua Snidwongse). El título de nacimiento de Sirikit, "Mom Rajawongse," indica que es la hija de un "Mom Chao" (el nivel menor entre los títulos de los príncipes tailandeses) y que en consecuencia es descendiente de algún rey anterior. Su nombre, el cual le fue otorgado bajo los auspicios del rey Prajadhipok (Rama VII), significa "Gloria y Esplendor de la Familia Kitiyakara".
Durante su infancia mientras su padre ejercía funciones diplomáticas en Washington, Estados Unidos, Sirikit vivía con sus abuelos en Bangkok. Más tarde cuando su padre fue embajador del Reino de Siam en Francia, Dinamarca, y el Reino Unido, vivió y se educó en esos países primero continuando luego en Suiza.
Mientras estudiaba en Suiza conoció a Bhumibol Adulyadej quien, a pesar de ser ya rey, era todavía un menor de edad estudiando también en Suiza. Cuando en marzo de 1950 el rey regresó a Tailandia para asumir sus responsabilidades como monarca, Sirikit le acompañó y celebraron su boda real el mes siguiente en el Palacio Pathumwan.
Cuando en 1956 el rey ingreso por un tiempo a un monasterio como monje budista, como es costumbre para todos los hombres budistas en Tailandia, Sirikit asumió las funciones de la corona durante ese periodo. Cumplió sus funciones de manera tan satisfactoria que fue nombrada "Somdej Phra Boromarajininat" (reina regente) y le fue dado el título de "Somdej Phra Nangchao Sirikit Phra Boromarajininat."
El matrimonio de Bhumibol y Sirikit ha tenido un hijo (el Príncipe Heredero) y tres hijas. El día del cumpleaños de la reina (al igual que el del rey) es un día de fiesta nacional en Tailandia; y al ser llamada cariñosamente "la Madre de todos los Tailandeses", su cumpleaños es también oficialmente el Día de la Madre en Tailandia.
A Sirikit se le reconoce su trabajo en obras de beneficencia, así como por sus esfuerzos en revivir y mantener antiguas costumbres y artes tradicionales de Tailandia. Es Presidenta de la Cruz Roja Tailandesa desde 1956. Siempre se ha mantenido activa e involucrada en los trabajos de asistencia a refugiados de Camboya y Birmania. Tomó un rol activo y prominente luego de la catástrofe del tsunami que devastó zonas del sur de Tailandia en diciembre de 2004; en esa catástrofe murió su nieto Bhumi Jensen, hijo de la princesa Ubolratana Rajakanya.
Si se tiene en cuenta el tiempo en el que ha sido Reina Consorte y el tiempo que lleva siendo Reina Madre, seguramente sea la persona de la historia que durante más tiempo ha mantenido un título regio: le corresponde el título de reina con tratamiento de “su Majestad” desde 1950, es decir, desde hace 73 años, habiendo superado al reinado más extenso de la historia, el de Luis XIV de Francia, que ostentó el título de rey durante 72 años. Ha superado también a otros monarcas: a su propio marido, a Juan II de Liechtenstein o a Isabel II del Reino Unido (todos ellos con un reinado de 70 años), si bien todos los monarcas mencionados tuvieron el título de rey como monarcas propietarios, mientras que a Sirikit le corresponde como consorte.  

## Trabajos publicados
La reina Sirikit publicó el libro In Memory of my European Trip en 1964, en el cual describió sus experiencias de su viaje por Europa con el rey. A través de este libro, se reveló su talento como escritora. Además ha compuesto canciones, interpretadas posteriormente por The Handsome Band, la banda de música de palacio.
Dichas canciones han sido:
- Chao Chom Khwan (เจ้าจอมขวัญ).
- That Thoe (ทาสเธอ).
- Sai Yut (สายหยุด).
- Nang Yaem (นางแย้ม).

## Distinciones honoríficas

### Distinciones honoríficas tailandesas
- Dama de la Orden de la Casa Real de Chakri.
- Dama de la Orden de las Nueve Gemas.
- Dama Gran Cordón de la Orden de Chula Chom Klao.
- Dama Gran Cordón de la Orden del Elefante Blanco.
- Dama Gran Cordón de la Orden de la Corona de Tailandia.
- Dama Gran Cruz de la Orden del Direkgunabhorn.
- Miembro de la Orden de Ramkeerati.
- Medalla a la Salvaguardia de la Liberad [Primera Clase].
- Medalla Dushdi Mala [Clase Civil].
- Medalla al Servicio a la Frontera.
- Medalla al Servicio del Rey Bhumibol Adulyadej.
- Medalla de la Corte del Rey Bhumibol Adulyadej.
- Medalla al Mérito de la Cruz Roja.
- Medalla conmemorativa de la Coronación del Rey Rama X.

### Distinciones honoríficas españolas
- Dama gran cruz de la Orden de Isabel la Católica (03/11/1960).[1]
- Dama gran cruz de la Orden de Carlos III (13/11/1987).[2]

## Ancestros
|  |                                                              |  |  |  |  |  |  |  |  |  |  |  |  |  |  |  |
|  | 16. Rey Mongkut, Rama IV (= 20)                              |  |  |  |  |  |  |  |  |  |  |  |  |  |  |  |
|  |                                                              |  |  |  |  |  |  |  |  |  |  |  |  |  |  |  |
|  |                                                              |  |  |  |  |  |  |  |  |  |  |  |  |  |  |  |
|  | 8. Rey Chulalongkorn, Rama V                                 |  |  |  |  |  |  |  |  |  |  |  |  |  |  |  |
|  |                                                              |  |  |  |  |  |  |  |  |  |  |  |  |  |  |  |
|  |                                                              |  |  |  |  |  |  |  |  |  |  |  |  |  |  |  |
|  | 17. Debsirindra                                              |  |  |  |  |  |  |  |  |  |  |  |  |  |  |  |
|  |                                                              |  |  |  |  |  |  |  |  |  |  |  |  |  |  |  |
|  |                                                              |  |  |  |  |  |  |  |  |  |  |  |  |  |  |  |
|  | 4. Kitiyakara Voralaksana, I Príncipe de Chanthaburi         |  |  |  |  |  |  |  |  |  |  |  |  |  |  |  |
|  |                                                              |  |  |  |  |  |  |  |  |  |  |  |  |  |  |  |
|  |                                                              |  |  |  |  |  |  |  |  |  |  |  |  |  |  |  |
|  | 18. Yim Bisalayabutra                                        |  |  |  |  |  |  |  |  |  |  |  |  |  |  |  |
|  |                                                              |  |  |  |  |  |  |  |  |  |  |  |  |  |  |  |
|  |                                                              |  |  |  |  |  |  |  |  |  |  |  |  |  |  |  |
|  | 9. Uam Bisalayabutra                                         |  |  |  |  |  |  |  |  |  |  |  |  |  |  |  |
|  |                                                              |  |  |  |  |  |  |  |  |  |  |  |  |  |  |  |
|  |                                                              |  |  |  |  |  |  |  |  |  |  |  |  |  |  |  |
|  | 19. Prang Sombatsiri                                         |  |  |  |  |  |  |  |  |  |  |  |  |  |  |  |
|  |                                                              |  |  |  |  |  |  |  |  |  |  |  |  |  |  |  |
|  |                                                              |  |  |  |  |  |  |  |  |  |  |  |  |  |  |  |
|  | 2. Nakkhatra Mangkala Kitiyakara, II Príncipe de Chanthaburi |  |  |  |  |  |  |  |  |  |  |  |  |  |  |  |
|  |                                                              |  |  |  |  |  |  |  |  |  |  |  |  |  |  |  |
|  |                                                              |  |  |  |  |  |  |  |  |  |  |  |  |  |  |  |
|  | 20. Rey Mongkut, Rama IV (= 16)                              |  |  |  |  |  |  |  |  |  |  |  |  |  |  |  |
|  |                                                              |  |  |  |  |  |  |  |  |  |  |  |  |  |  |  |
|  |                                                              |  |  |  |  |  |  |  |  |  |  |  |  |  |  |  |
|  | 10. Devan Uthaivongse, Príncipe Devavongse Varoprakarn       |  |  |  |  |  |  |  |  |  |  |  |  |  |  |  |
|  |                                                              |  |  |  |  |  |  |  |  |  |  |  |  |  |  |  |
|  |                                                              |  |  |  |  |  |  |  |  |  |  |  |  |  |  |  |
|  | 21. Piam Sucharitakul                                        |  |  |  |  |  |  |  |  |  |  |  |  |  |  |  |
|  |                                                              |  |  |  |  |  |  |  |  |  |  |  |  |  |  |  |
|  |                                                              |  |  |  |  |  |  |  |  |  |  |  |  |  |  |  |
|  | 5. Princesa Apsarasaman Devakula                             |  |  |  |  |  |  |  |  |  |  |  |  |  |  |  |
|  |                                                              |  |  |  |  |  |  |  |  |  |  |  |  |  |  |  |
|  |                                                              |  |  |  |  |  |  |  |  |  |  |  |  |  |  |  |
|  | 22. Hongse Sucharitakul                                      |  |  |  |  |  |  |  |  |  |  |  |  |  |  |  |
|  |                                                              |  |  |  |  |  |  |  |  |  |  |  |  |  |  |  |
|  |                                                              |  |  |  |  |  |  |  |  |  |  |  |  |  |  |  |
|  | 11. Yai Sucharitakul                                         |  |  |  |  |  |  |  |  |  |  |  |  |  |  |  |
|  |                                                              |  |  |  |  |  |  |  |  |  |  |  |  |  |  |  |
|  |                                                              |  |  |  |  |  |  |  |  |  |  |  |  |  |  |  |
|  | 23. Taad Dhammasaroj-Indravimala                             |  |  |  |  |  |  |  |  |  |  |  |  |  |  |  |
|  |                                                              |  |  |  |  |  |  |  |  |  |  |  |  |  |  |  |
|  |                                                              |  |  |  |  |  |  |  |  |  |  |  |  |  |  |  |
|  | 1. Sirikit, Reina consorte de Tailandia                      |  |  |  |  |  |  |  |  |  |  |  |  |  |  |  |
|  |                                                              |  |  |  |  |  |  |  |  |  |  |  |  |  |  |  |
|  |                                                              |  |  |  |  |  |  |  |  |  |  |  |  |  |  |  |
|  | 24. Nuam, Príncipe Wongsadhirajsnid                          |  |  |  |  |  |  |  |  |  |  |  |  |  |  |  |
|  |                                                              |  |  |  |  |  |  |  |  |  |  |  |  |  |  |  |
|  |                                                              |  |  |  |  |  |  |  |  |  |  |  |  |  |  |  |
|  | 12. Príncipe Sai Sanidvongse                                 |  |  |  |  |  |  |  |  |  |  |  |  |  |  |  |
|  |                                                              |  |  |  |  |  |  |  |  |  |  |  |  |  |  |  |
|  |                                                              |  |  |  |  |  |  |  |  |  |  |  |  |  |  |  |
|  | 25. Yaem Na Bangxang                                         |  |  |  |  |  |  |  |  |  |  |  |  |  |  |  |
|  |                                                              |  |  |  |  |  |  |  |  |  |  |  |  |  |  |  |
|  |                                                              |  |  |  |  |  |  |  |  |  |  |  |  |  |  |  |
|  | 6. Príncipe Sadan Sanidvongse                                |  |  |  |  |  |  |  |  |  |  |  |  |  |  |  |
|  |                                                              |  |  |  |  |  |  |  |  |  |  |  |  |  |  |  |
|  |                                                              |  |  |  |  |  |  |  |  |  |  |  |  |  |  |  |
|  | 13. Khian Sasisamit                                          |  |  |  |  |  |  |  |  |  |  |  |  |  |  |  |
|  |                                                              |  |  |  |  |  |  |  |  |  |  |  |  |  |  |  |
|  |                                                              |  |  |  |  |  |  |  |  |  |  |  |  |  |  |  |
|  | 3. Mom Luang Bua Sanidvongse                                 |  |  |  |  |  |  |  |  |  |  |  |  |  |  |  |
|  |                                                              |  |  |  |  |  |  |  |  |  |  |  |  |  |  |  |
|  |                                                              |  |  |  |  |  |  |  |  |  |  |  |  |  |  |  |
|  | 14. Ruai Bunyathon                                           |  |  |  |  |  |  |  |  |  |  |  |  |  |  |  |
|  |                                                              |  |  |  |  |  |  |  |  |  |  |  |  |  |  |  |
|  |                                                              |  |  |  |  |  |  |  |  |  |  |  |  |  |  |  |
|  | 7. Bang Bunyathon                                            |  |  |  |  |  |  |  |  |  |  |  |  |  |  |  |
|  |                                                              |  |  |  |  |  |  |  |  |  |  |  |  |  |  |  |
|  |                                                              |  |  |  |  |  |  |  |  |  |  |  |  |  |  |  |
|  | 30. That Na Bangxang                                         |  |  |  |  |  |  |  |  |  |  |  |  |  |  |  |
|  |                                                              |  |  |  |  |  |  |  |  |  |  |  |  |  |  |  |
|  |                                                              |  |  |  |  |  |  |  |  |  |  |  |  |  |  |  |
|  | 15. Wae Na Bangxang                                          |  |  |  |  |  |  |  |  |  |  |  |  |  |  |  |
|  |                                                              |  |  |  |  |  |  |  |  |  |  |  |  |  |  |  |
|  |                                                              |  |  |  |  |  |  |  |  |  |  |  |  |  |  |  |

| Predecesor: Princesa Rambhai Barni | Reina consorte de Tailandia 28 de abril de 1950 - 13 de octubre de 2016 | Sucesor: Reina Suthida Tidjai |